# 아키정 (히로시마현)
아키정(安芸町)은 히로시마현 아키군에 설치되었던 정이다. 1974년 11월 1일 아키정과 구마노아토촌이 히로시마시에 편입합병되며 소멸하였다.

## 같이 보기
- 히가시구 (히로시마시)